# Viên ngọc thần: Chuyện về Bọ Rùa và Mèo Mun
Viên ngọc thần: Chuyện về Bọ Rùa và Mèo Mun (Tiếng Pháp: Miraculous, les aventures de Ladybug et Chat Noir; Tiếng Anh: Miraculous: Tales of Ladybug & Cat Noir, còn được gọi là Miraculous Ladybug hoặc Miraculous,) là một loạt phim truyền hình về siêu anh hùng/ magical girl CGI của Pháp. Bộ phim tập trung vào hai thiếu niên Paris, Marinette Dupain-Cheng và Adrien Agreste, lần lượt biến thành các siêu anh hùng Bọ Rùa và Mèo Mun, để bảo vệ thành phố khỏi những siêu ác nhân. Loạt phim do hãng phim Pháp Zagtoon và Method Animation(Còn gọi là ON Kids & Family) kết hợp với Toei Animation tại Nhật Bản đồng sản xuất, với sự tham gia của TF1, AB Droits Audiovisuels, Walt Disney, Gloob, SK Broadband Lưu trữ ngày 10 tháng 8 năm 2021 tại Wayback Machine và EBS.
Trước khi ra mắt lần đầu tiên tại Pháp vào ngày 19 tháng 10 năm 2015 trên TF1, bộ phim đã được chiếu lần đầu tiên tại Hàn Quốc vào ngày 1 tháng 9 năm 2015 trên EBS1. Tại Hoa Kỳ, bộ phim ban đầu ra mắt trên Nickelodeon vào ngày 6 tháng 12 năm 2015 trước khi chương trình bị xóa khỏi lịch chiếu của đài vào năm 2016. Vào ngày 8 tháng 4 năm 2019, bộ phim đã chính thức được chọn bởi Disney Channel tại Hoa Kỳ và bắt đầu phát sóng kể từ đó. Tại Vương quốc Anh và Ireland, bộ phim được công chiếu lần đầu tiên vào ngày 30 tháng 1 năm 2016 trên Disney Channel, và phát sóng đến ngày 30 tháng 9 năm 2020, khi kênh này đóng cửa tại quốc gia này, chuyển toàn bộ nội dung sang Disney+

## Tổng quan
| Phần | Số tập | Phát sóng                                          | Phát sóng                                          |
| Phần | Số tập | Lần đầu                                            | Lần cuối                                           |
| ---- | ------ | -------------------------------------------------- | -------------------------------------------------- |
| 1    | 26     | 19/10/2015 (Pháp) 6/12/2015 (Mĩ)                   | 30/10/2016 (Pháp) 22/10/2016 (Mĩ)                  |
| 2    | 26     | 11/12/2016 (Pháp) 20/12/2016 (Mĩ)                  | 18/11/2018 (Pháp) 14/12/2018 (Mĩ)                  |
| 3    | 26     | 14/4/2019 (Pháp) 1/8/2019 (Mĩ)                     | 8/12/2019 (Pháp) 1/2/2020 (Mĩ)                     |
| 4    | 26     | 11/4/2021 (Pháp) 21/6/2021 (Mĩ) 23/3/2021 (Brazil) | 12/3/2022 (Mỹ) 13/3/2022 (Pháp) 10/3/2022 (Brazil) |
| 5    | 27     | 17/10/2022 (Pháp)                                  | 1/7/2023 (Pháp)                                    |

## Tóm tắt
Loạt phim xoay quanh Paris thời hiện đại và những thiếu niên Marinette Dupain-Cheng và Adrien Agreste, những người lần lượt biến thành các phiên bản siêu anh hùng của họ, Bọ Rùa và Mèo Mun, sử dụng những loại trang sức ma thuật được gọi là Ngọc thần. Khi cái ác trỗi dậy cả hai phối hợp cùng nhau để bảo vệ Paris khỏi nhân vật phản diện bí ẩn, Bướm Đêm/ Hawk Moth, kẻ thèm muốn và cố gắng đánh cắp sức mạnh của họ bằng cách sử dụng bướm quỷ/ akuma, loài bướm được truyền năng lượng tiêu cực, để biến những công dân hàng ngày của Paris thành siêu ác nhân khi họ trải qua những cảm xúc tiêu cực. Trong suốt thời gian đó, cả hai gặp những tình huống khó xử đối với chuyện tình cảm của họ trong khi không biết danh tính bí mật của nhau - Marinette yêu Adrien nhưng không phải Mèo Mun, trong khi Adrien yêu Bọ Rùa nhưng không phải Marinette.

## Nhân vật chính

Tạo hình Ladybug

### Marinette Dupain-Cheng / Ladybug
Marinette là một cô gái 15 tuổi học tại trường trung học Françoise-Dupont. Cô có ước mơ trở thành một nhà thiết kế thời trang, Marinette đang sống cùng cha mẹ làm nghề nướng bánh. Từ cuối phần 3 trở đi cô chính thức trở thành Hộ vệ của Miraculous (tiếng Việt: Ngọc Thần). Ngoài ra Marinette cũng là siêu anh hùng với cái tên Ladybug, bảo về Paris khỏi Hawk Moth / Shadow Moth. Cô cũng có tình cảm với cậu bạn cùng lớp Adrien và anh ấy cũng vậy. Kwami của cô là Tikki

### Adrien Athanase Agreste / Chat Noir
Cũng như Marinette, Adrien là bạn cùng lớp của Marinette. Adrien là một người mẫu thời trang nổi tiếng. Ngoài ra cậu cũng là Chat Noir - cộng sự của Ladybug, cậu cũng có tình cảm với Ladybug nhưng chỉ xem Marinette là bạn. Cậu mồ côi mẹ và không biết vì sao mẹ cậu lại biến mất một cách bí ẩn, Adrien còn không biết cha của cậu là kẻ xấu cậu luôn chiến đấu (Hawk Moth). Kwami của cậu là Plagg.

## Sản xuất

### Ý tưởng
Bộ phim dựa trên một ý tưởng ban đầu được tạo ra bởi nhà văn và người viết kịch bản người Pháp, Thomas Astruc. Anh được truyền cảm hứng từ cuộc gặp gỡ với một người phụ nữ, và "hàng thập kỷ đọc truyện tranh say sưa". Trong một cuộc phỏng vấn với Nolife, Astruc cho biết trong lúc anh đang làm hoạt họa cho bộ phim truyền hình WITCH thì gặp một người phụ nữ mặc áo phông với một con bọ rùa trên đó. Họ bắt đầu chia sẻ những bức vẽ, một vài trong số đó có chủ đề bọ rùa. Astruc cũng lưu ý rằng tóc của Marinette được tạo kiểu theo tóc của người phụ nữ đó. Họ cũng làm phim hoạt hình ATOM vào khoảng năm 2004–05. Astruc lần đầu tiên vẽ Bọ rùa trên những tờ giấy nhớ và nhấn mạnh tính cách Bọ rùa mạnh mẽ như thế nào. Anh chưa từng nhìn thấy siêu anh hùng bọ rùa nào trong truyện tranh.
Astruc đã có ý định biến Ladybug thành một bộ truyện tranh cho đến khi anh gặp Jeremy Zag, người yêu thích dự án và muốn sản xuất nó thành phim hoạt hình; Zag lúc đó mới 25 tuổi và không xuất thân từ ngành phim hoạt hình.
Khi phát triển Mèo Mun, Astruc nói rằng bọ rùa tượng trưng cho sự may mắn, vì vậy việc hợp tác của cô với một nhân vật mèo đen vốn mang điềm gở là điều hợp lý. Mèo Mun là một sự tôn vinh dành cho các nhân vật truyện tranh, như Catwoman. Vì vậy, việc này giống như Catwoman và Spider-Man xuất hiện trong cùng một bộ phim nhưng thay đổi giới tính và vai trò.
Một nhân vật tên là Félix ban đầu sẽ có vai Mèo Mun, nhưng sau đó siêu anh hùng này được chuyển sang cho Adrien Agreste vì nhóm sáng tạo cảm thấy rằng Félix là một nhân vật nam chính điển hình trong anime và Adrien sẽ cho phép họ làm kể những câu chuyện thú vị hơn. Vào tháng 9 năm 2015, Astruc cho biết rằng anh đã sẵn sàng xem lại nhân vật Félix, nhưng anh ta đã từ bỏ nó vào tháng 2 năm 2016, viết rằng nhân vật này là một ý tưởng tồi. Nhiều năm sau, vào năm 2019, Félix được làm lại với vai trò là em họ của Adrien và được đổi tên thành Félix Graham de Vanily, con của dì của Adrien.
Ý tưởng cho bộ phim ban đầu đề cập đến chủ đề chính trị, hướng đến đối tượng thanh thiếu niên và những người lớn tuổi hơn một chút. Tuy nhiên, sau khi không đạt được sức hút với các đài truyền hình, nó đã được làm lại để hướng đến khán giả trẻ hơn. Astruc nói rằng ông rất vui vì bộ phim có thể tiếp cận cả những người trẻ và người lớn.

### Quá trình
Năm 2010, bộ phim được công bố với các nhóm sản xuất của Pháp Univergroup Pictures và Onyx Films đứng đầu dự án và hợp tác với Method Animation và Zagtoon. Aton Soumache của Onyx and Method nói rằng họ muốn "tạo ra một nhân vật siêu anh hùng hào nhoáng với nét tinh tế của châu Âu với bối cảnh là Paris". Các nhà sản xuất cũng đã lên kế hoạch làm hoạt hình cho nó ở dạng 3D lập thể (hiện tại, bộ phim được sản xuất bằng hoạt hình CGI).
Vào mùa hè tháng 6 năm 2012, Toei Animation Co., Ltd., chi nhánh xưởng phim hoạt hình nổi tiếng của Nhật Bản thuộc sở hữu và điều hành của Toei Company, Ltd. tại Nhật Bản, được công bố là nhà đồng sản xuất. Hai năm trước năm 2012, Toei Animation đã phát hành bộ phim PreCure lấy bối cảnh ở Paris, Pháp và rất quan tâm đến việc mở rộng khán giả quốc tế của họ. Ngay cả sau khi việc sản xuất chuyển sang hoạt hình CGI, Toei vẫn được ghi nhận là đồng sản xuất.
Vào ngày 21 tháng 11 năm 2012, một biên bản ghi nhớ giữa Zagtoon, Method Animation, SAMG Animation và SK Broadband đã được công bố: cùng nhau, các công ty sẽ đầu tư 50 triệu đô la Mỹ đến năm 2017 vào năm dự án. Dự án đầu tiên trong số này được phát triển thành Miraculous, nhận được khoản đầu tư hơn 10 triệu USD. Là một phần của thỏa thuận, SK Broadband sẽ được độc quyền phát hành bộ phim theo hình thức video theo yêu cầu tại Hàn Quốc, dành cho người đăng ký của nền tảng IPTV B TV của công ty.
Vào năm 2019, Zag và Gloob đã ký một thỏa thuận trong đó công ty Brazil sẽ bắt đầu đồng sản xuất các mùa tiếp theo của Miraculous, ngoài việc tổ chức độc quyền triển lãm ở Brazil và bổ sung một nhân vật Brazil.
Khi Toei Animation tham gia với tư cách là nhà đồng sản xuất vào mùa hè tháng 6 năm 2012, cũng có thông báo rằng bộ phim sẽ được vẽ theo phong cách đầy màu sắc giống như manga. Cuối tháng 9, Zagtoon, Method, & Toei phát hành một video teaser hoạt hình theo phong cách truyền thống cho Miraculous Ladybug. Video có sự xuất hiện của Marinette (trong trang phục khác với trong loạt phim hiện tại) trong vai Bọ Rùa, và một nhân vật khác (hiện đã bị loại bỏ, sau này là em họ của Adrien) có tên Félix trong vai Mèo Mun, những Kwami của Marinette và Félix, Tikki và Plagg, Hawk Moth/ Gabriel (không có mặt nạ và có trang phục, diện mạo và hang ổ khác so với loạt phim hiện tại), và cả những nhân vật phản diện bị bướm quỷ nhập, The Mime và Mr. Pigeon. Những viên ngọc thần và hiệu ứng biến hình của họ trông khác với những viên ngọc thần và hiệu ứng biến hình trong loạt phim hiện tại. Bài hát demo từ video âm nhạc của teaser được thực hiện và sáng tác bởi Noam, người sau này sẽ soạn nhạc và biểu diễn các bài hát cho loạt phim hiện tại.
Việc sản xuất bộ phim theo phong cách hoạt hình 2D nảy sinh một số vấn đề, tuy vậy chúng đã được giải quyết bằng cách chuyển sang hoạt hình CGI; việc này cũng cho phép thực hiện dễ dàng hơn các góc máy ảnh di động. SAMG Animation, một xưởng phim hoạt hình CGI ở Hàn Quốc đã chính thức tham gia sản xuất vào mùa thu tháng 11 năm 2012, sản xuất mô hình và hoạt hình. Zag sau đó nhớ lại rằng SAMG đã được chọn vì lý do chất lượng trong một tin nhắn video mà anh ấy gửi tới một cuộc họp báo ở Hàn Quốc được tổ chức vào năm 2015 bởi công ty có trụ sở tại Seoul. Astruc và trợ lý đạo diễn, Wilfried Pain, đã chỉ thị cho các nhà làm phim hoạt hình không được ứng biến các cảnh để họ có thể giữ mọi thứ nhất quán và dễ hiểu. Pain ước tính khoảng 350–400 shot quay được sử dụng trong một tập phim 20 phút; với 10 tấm ảnh mỗi shot quay, tức là có thể lên đến 4000 tấm một tập. Wolfson nói rằng hoạt ảnh của bộ phim mang lại các góc máy và kết cấu linh hoạt hơn. Một đoạn giới thiệu với phong cách hoạt hình CGI mới được phát hành vào tháng 10 năm 2013, một năm sau đó.
Mỗi tập phim mất khoảng 3 tháng để viết, từ đầu cho đến khi có xác nhận cuối cùng của các đài truyền hình. Wilfried Pain nói rằng mỗi tập phim bao gồm hai phần: một phần sitcom xung quanh cuộc sống của các nhân vật và một phần hành động nơi máy quay luôn chuyển động.
Vào ngày 22 tháng 1 năm 2018, Zag đã đăng trên Instagram rằng đoàn phim đang làm việc cho phần 4 và phần 5.
Vào ngày 18 tháng 4 năm 2021, người ta xác nhận rằng ngoài mùa 4 và 5, bộ phim sẽ có hai các phần khác (phần 6 và 7).

## Phát sóng
- Đại diện Astruc cho biết bộ phim đã đến được hơn 120 quốc gia. Disney Channel có bản quyền phát sóng ở Hoa Kỳ, Châu Âu, Trung Đông và Châu Phi. Nhật Bản và Châu Mỹ Latinh có thể phát sóng loạt phim này với sự tham gia của Công ty Walt Disney Pháp: cụ thể, họ đã mua bản quyền truyền hình cáp và vệ tinh ở Châu Âu, Đông Âu và Scandinavia, và bản quyền phát sóng miễn phí ở Tây Ban Nha, Đức, Nga và Thổ Nhĩ Kỳ.
- Tại Pakistan, bộ phim được phát sóng bởi Kidzone Pakistan và Urdu Dub vào năm 2020.
- Hàn Quốc là quốc gia đầu tiên công chiếu bộ phim, với nhóm nhạc nữ Fiestar hát bài hát chủ đề bằng tiếng Hàn. Nó được phát sóng vào ngày 1 tháng 9 năm 2015 trên EBS1 và kéo dài 13 tập cho đến tháng 11 năm 2015 và chiếu lại cho đến tháng 2 năm 2016; nửa sau của mùa bắt đầu phát sóng vào ngày 1 tháng 3 năm 2016. SK Broadband, đài đã tham gia sản xuất, chiếu các tập trên hệ thống video theo yêu cầu dành riêng cho người đăng ký kênh IPTV nền tảng B TV của họ, khoảng nửa giờ sau khi Hàn Quốc phát sóng mỗi tập trên EBS1. Kênh Disney ở Hàn Quốc cũng đã phát sóng bộ phim kể từ ngày 7 tháng 12 năm 2015.
- Tại Pháp, bộ phim được công chiếu lần đầu vào ngày 19 tháng 10 năm 2015 trên kênh TF1 của khối chương trình Tfou.
Phần 2 bắt đầu với tập đặc biệt Giáng sinh vào tháng 12 năm 2016 với các tập sau đó tại Pháp trên kênh TF1 vào ngày 26 tháng 10 năm 2017 và các kênh khác trên khắp Châu Âu. Netflix bắt đầu phát trực tuyến loạt phim này, bắt đầu với tập đặc biệt Giáng sinh, vào ngày 20 tháng 12 năm 2016.
- Tại Mĩ, bộ phim lần đầu ra mắt trên Nickelodeon vào ngày 6 tháng 12 năm 2015. Bộ phim được phát sóng trên KidsClick từ ngày 3 tháng 7 năm 2017 đến ngày 29 tháng 3 năm 2019 và đã kết thúc vào ngày 31 tháng 3 năm 2019 do lượt ratings thấp. Vào ngày 8 tháng 4 năm 2019, Disney Channel đã mua lại bản quyền phát sóng hai mùa đầu tiên với mùa thứ ba được phát sóng bắt đầu từ ngày 1 tháng 6 năm 2020 và kết thúc vào ngày 5 tháng 12 với tập phim Chris Master. Disney Mĩ sau đó đã độc quyền phát trực tuyến loạt phim và tập đặc biệt trên dịch vụ của họ, Disney +. Trước tiên, Disney Channel sẽ phát sóng các mùa này và các tập đặc biệt.
- Tại Canada, bộ phim được công chiếu bằng tiếng Pháp vào ngày 9 tháng 1 năm 2016 trên Télé-Québec, một mạng lưới truyền hình dịch vụ công cấp tỉnh ở Quebec. Bộ phim được phát sóng bằng tiếng Anh trên Family Channel bắt đầu từ ngày 1 tháng 11 năm 2016.
- Tại Vương quốc Anh, bộ phim được công chiếu lần đầu vào ngày 30 tháng 1 năm 2016 trên Disney Channel và công chiếu vào tháng 2 năm 2017 trên kênh Pop.
- Tại New Zealand, bộ phim được công chiếu vào ngày 27 tháng 4 năm 2016 trên TV2 của TVNZ.
- Tại Nhật Bản, Disney Channel đã phát trực tuyến tập phim "Stormy Weather" thông qua ứng dụng di động của mình vào ngày 1 tháng 7 năm 2018 trước khi công chiếu chính thức vào ngày 23 tháng 7 cùng năm.
- Buổi công chiếu thế giới của phần 3 là ở Tây Ban Nha trên Disney Channel vào ngày 1 tháng 12 năm 2018. Tại Pháp, trên TFOU, phần phim được công chiếu vào ngày 14 tháng 4 năm 2019.
- Ba mùa đầu tiên được phát sóng tại Ấn Độ trên Disney Channel (Ấn Độ). Phần movie - 'Viên ngọc thần: New York - United Heroez' cũng được phát sóng trên Disney Channel vào tháng 5 năm 2021.
- Trong số các đài truyền hình mặt đất miễn phí tại Cộng hòa Ireland, Raidió Teilifís Éireann đã công chiếu bộ phim vào năm 2021 trên khối chương trình dành cho thanh thiếu niên của RTÉ2.
- Ở Việt Nam, bộ phim bắt đầu phát sóng vào tháng 11 năm 2018 trên kênh Disney Channel, vào các khung giờ 10h-11h sáng, buổi chiều 14h-15h, trước đây còn vào khung giờ 17h, nhưng hiện tại khung giờ đã được sử dụng để phát sóng mùa mới của bộ phim Supa Strikas. Mùa thứ tư của bộ phim bắt đầu phát sóng vào ngày 13 tháng 8 năm 2021 trên kênh Disney Channel (Chỉ chiếu đến tập 12 do kênh ngừng phát sóng tại Việt Nam từ ngày 1/10/2021)

## Đón nhận
Kimberly Cooper, một blogger đã đóng góp cho các phương tiện truyền thông tin tức như The Huffington Post, đã viết rằng chương trình đã truyền cảm hứng cho thanh thiếu niên và người mới trưởng thành và thích thú khi chương trình có các nhân vật đa chủng tộc như trong phim Sáu đại anh hùng, bộ phim từng đoạt giải Oscar. Cô "nhanh chóng nhận ra rằng có một phong trào Miraculous rộng lớn và tuyệt vời hơn rất nhiều đang diễn ra". Caitlin Donovan của trang web giải trí Epicstream đã liệt kê nó vào danh sách 10 loạt phim hoạt hình hàng đầu của cô năm 2015. Cô viết rằng, "Các nhân vật quyến rũ đến mức các khía cạnh tropey (?) của bộ phim chỉ đơn giản là mang lại niềm vui chứ không gây khó chịu." với những trận chiến sáng tạo và hoạt hình CGI tốt. Cô ấy viết rằng, "Marinette là một nhân vật chính đáng yêu, người thực sự khó xử như một thường dân, nhưng tự tin như một siêu anh hùng, việc này tạo nên một sự tương phản thú vị." Ella Anders của BSCKids viết rằng chương trình nổi bật vì "cách nó kết hợp cả thể loại cô gái phép thuật và siêu anh hùng lại với nhau". Robert Lloyd của Los Angeles Times mô tả chương trình là "thông minh, lãng mạn, vui vẻ, theo cách mà một số người trong chúng ta thích những câu chuyện siêu anh hùng của mình". Anh ấy nhận thấy "thiết kế rất đáng yêu và hoạt hình trang nhã, và họ đã làm việc rất nhiều trong việc dàn dựng và thực hiện các cảnh hành động ".
Tổ chức Precis Syndicate Bắc Mỹ gọi chương trình là "chân thực và đầy khát vọng - một câu chuyện về nữ siêu anh hùng hiện đại ngày nay bước vào cuộc sống. Loạt phim kể về một cô gái trẻ tận dụng sức mạnh siêu anh hùng và sự lạc quan thơ ngây của mình để cứu Paris khỏi ác quỷ Hawk Moth, chắc chắn sẽ truyền cảm hứng cho giới trẻ ngày nay tự cứu rỗi mình, từng ngày theo cách riêng của họ." Andrea Reiher của Zap2lt viết rằng "cốt truyện phong phú với gia đình, bạn bè, cuộc phiêu lưu, âm mưu, nhân vật phản diện, sự sáng tạo và hơn thế nữa, cung cấp các chủ đề liên quan và phù hợp với trẻ em và thiếu niên" và dự đoán nó sẽ là một thành công lớn đối với Nickelodeon.
Một số nhà phê bình trên phương tiện truyền thông đã dự đoán đồ chơi nhãn hiệu Miraculous sẽ nằm trong số các sản phẩm siêu anh hùng hot cho năm 2016. Zag đã hợp tác với Bandai để phát hành đồ chơi dựa trên Miraculous cũng như các giao dịch sản xuất quần áo thương hiệu Miraculous và các hàng hóa khác.

## Các sản phẩm chuyển thể
Một phần movie lần đầu tiên được tiết lộ bởi Jeremy Zag tại ComiKon İstanbul 2018 vào ngày 29 tháng 9 năm 2018. Vào ngày 5 tháng 12 năm 2018, có thông tin tiết lộ rằng bộ phim sẽ được phát hành vào năm 2021. Cốt truyện của nó sẽ là sự kết hợp giữa khởi nguồn của vũ trụ Miraculous và phần kết của mùa 5. Việc hoàn thiện mùa 4 và mùa 5 trước khi phim chiếu rạp là ưu tiên của hãng phim. Ngày hôm sau, trong buổi thảo luận Miraculous tại Comic Con Experience 2018, Zag tiết lộ rằng bộ phim sẽ là một vở nhạc kịch và bao gồm nhạc phim do chính anh sáng tác.
Vào ngày 16 tháng 5 năm 2019, trong khuôn khổ Liên hoan phim Cannes 2019, đã có thông tin xác nhận rằng bộ phim sẽ có tên là "Bọ Rùa và Mèo Mun thức tỉnh". Bộ phim được tiết lộ rằng đang được sản xuất và là một cuộc phiêu lưu giả tưởng lãng mạn. Michael Gracey, đạo diễn của The Greatest Showman, cũng đang thực hiện bộ phim. Vào ngày 7 tháng 6 năm 2019, Jeremy Zag đã tiết lộ thông qua story trên Instagram của mình, một bài hát cho bộ phim có tên "Bức tường giữa chúng ta" (Ce mur qui nous sépare), do Lou Jean và Lenni-Kim thể hiện. Vào ngày 24 tháng 7 năm 2019, một bài hát khác do Lou thể hiện có tên là "Noveau Passage" đã được tiết lộ.
Vào ngày 9 tháng 9 năm 2019, một đoạn teaser của video âm nhạc cho bài hát Bức tường giữa chúng ta đã được phát hành. Vào ngày 13 tháng 9 năm 2019, MV được phát hành. Vào ngày 5 tháng 10 năm 2019, một đoạn teaser hoạt hình ngắn có Bọ Rùa đã được đăng trên Instagram của Jeremy Zag. Vào ngày 21 tháng 12 năm 2019, đã có xác nhận rằng bộ phim sẽ phát hành vào cuối năm 2021, theo Le Figaro. Vào ngày 8 tháng 1 năm 2020, Jeremy Zag đã tiết lộ một số chi tiết từ bộ phim.
Vào ngày 19 tháng 2 năm 2020, có thông báo rằng Fantawild là một trong những studio giúp sản xuất và làm hoạt hình cho bộ phim. Vào ngày 22 tháng 7 năm 2020, có thông báo rằng bộ phim sẽ được phát hành vào mùa thu năm 2021. Vào tháng 5 năm 2021, Jeremy Zag đã chia sẻ đoạn clip hoàn chỉnh đầu tiên trên Instagram của anh ấy về Marinette và Adrien.
Trò chơi điện tử theo phong cách Temple Run được TabTale phát triển và phát hành vào tháng 4 năm 2018 dưới dạng ứng dụng dành cho thiết bị di động. Vào tháng 4 năm 2019, trò chơi di động mới đã được công bố và vào tháng 5 năm 2019, nó được giới thiệu bởi Jeremy Zag.
Vào ngày 6 tháng 12 năm 2020, Zag thông báo rằng manga chuyển thể sẽ bắt đầu được đăng nhiều kỳ trên tạp chí Monthly Shōnen Sirius của Kodansha, bắt đầu từ số tháng 3 vào tháng 1 năm 2021.
Venturebeat và Lindalee Rose đã tiết lộ rằng một trò chơi Roblox đang được sản xuất. Với tựa đề là Miraculous RP: Quests of Ladybug and Cat Noir, nó được phát hành bản beta vào ngày 4 tháng 5 năm 2021 và phát hành chính thức vào ngày 2 tháng 6 cùng năm. Trò chơi nhập vai này là trò chơi Roblox chính thức đầu tiên cho bộ phim.